# یواس‌اس پرچ (اس‌اس-۱۷۶)
یواس‌اس پرچ (اس‌اس-۱۷۶) (به انگلیسی: USS Perch (SS-176)) یک زیردریایی است که طول آن ۲۹۸ فوت (۹۱ متر) می‌باشد. این زیردریایی در سال ۱۹۳۶ ساخته شد.